# Кыркларели
Кыркларели́ (тур. Kırklareli; болг. Лозенград; греч. Σαράντα Εκκλησιές) — город в Северо-Западной Турции (Восточная Фракия), административный центр (центральный район, меркези) ила Кыркларели. Согласно переписи населения 2000 года в городе проживало 53 000 человек.

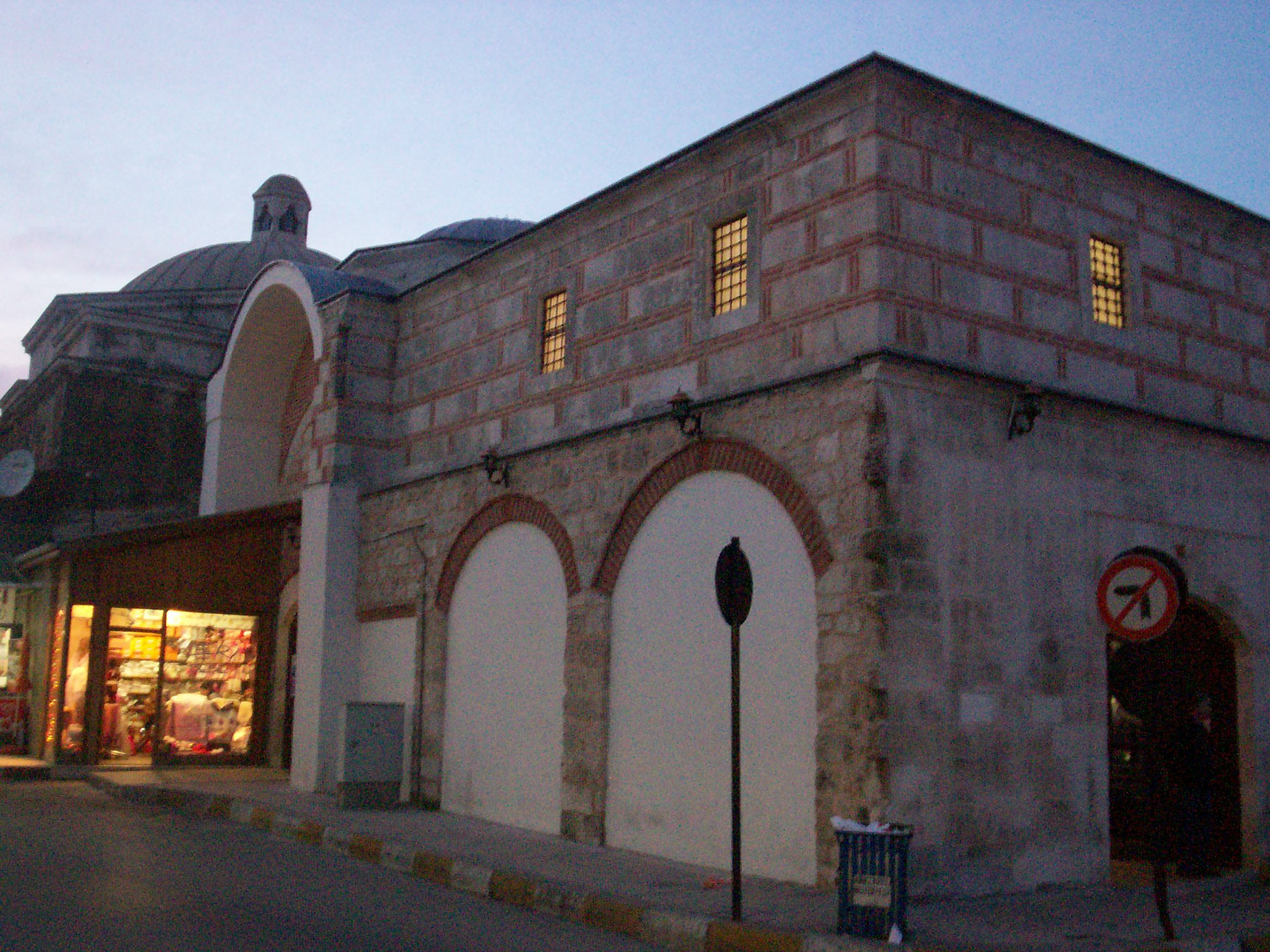
Османская эра Араста, смежная с Хызыр Бей Мечетью.

## История
До XX века значительную часть населения города составляли болгары, греки и турки. На 1912 год этнический состав: греки — 28 171 человек, турки — 16 420 человек, болгары — 14 695 человек, евреи — 880 человек.
В 1878 году по Сан-Стефанскому мирному договору город переходил к Болгарии, но уже на Берлинском конгрессе было принято решение оставить город в составе Османской империи. По результатам Первой Балканской войны (1912—1913) перешёл во владение Болгарии, но уже менее чем через полгода возвращён Османской империи. С 1919 по 10 ноября 1922 город был занят греческой армией.
По Севрскому мирному договору (1920) Кыркларели переходил к Греции, но греческим город был недолго: в ноябре 1923 согласно Лозаннскому мирному договору Греция была вынуждена передать город Турецкой республике. В это время большая часть христианского населения была изгнана из города, город стал практически полностью турецким.
До 1924 года город назывался «Кырккилисе» (тур. Kırkkilise — «сорок церквей»).

## Достопримечательности
Ежегодно проводится весенний праздник цыган, турецкий международный фестиваль Какава.

## Известные уроженцы
- Анфим (Чалыков) — Антим I (1816—1888), первый экзарх Болгарского экзархата (1872—1877)
- Димитр Михалчев (1880—1967), видный болгарский философ
- Иван Орманджиев (1891—1963), болгарский историк